# Strombosia nana
Strombosia nana é uma árvore da família Olacaceae. É endémica do Sri Lanka. A sua descrição taxonómica ainda não foi resolvida.

## Ecologia
Encontra-se na floresta tropical da zona húmida do Sri Lanka e é amplamente encontrada na Reserva Florestal Sinharaja.

## Cultura
É conhecida como "හොර කහ - hora kaha" pelo povo Senahalese.